# 冷暖人生
冷暖人生（C'est La Vie），是凤凰卫视的一档周播纪实类节目，2003年开播。节目邀请社会各方人士，包括边缘社群、弱势团体和各界具争议性人物，例如死囚、从农村到城市闯荡的年轻人等，向观众现身说法。节目名称中的“冷”指寒冷、饥饿和黑暗；“暖”指底层人物顽强的生命力与他们心中那一抹希望。本节目由金龙鱼独家冠名（至2014年止）。
节目开播以来，一直由陈晓楠担任主持人直至离职；现节目已不设主持人。
2025年4月22日起，香港台取消播放該節目。

## 播出时间[2]
- 凤凰卫视中文台：香港时间周二20：30-21：00首播；次日03：00-03：30、16：00-16：30重播。
- 凤凰卫视欧洲台：格林威治时间周二20：30-21：05、周三04：30-05：05。
- 凤凰卫视美洲台：美国西岸时间周二11：35-12：10、22：00-22：35
- 凤凰卫视澳洲版：悉尼时间周三05：30-06：05、13：30-14：05。